# Ihringshausen
Ihringshausen ist ein Ortsteil der Gemeinde Fuldatal im nordhessischen Landkreis Kassel.

## Geographische Lage
Ihringshausen liegt im Norden von Kassel und in direkter Nähe der nordhessischen Großstadt. Es ist umgeben vom Schocketal, den Kasseler Stadtteilen Wolfsanger, Fasanenhof und Philippinenhof sowie von Vellmar. Von Kassel aus führt die Veckerhagener/Ihringshäuser Straße in das Dorf.

## Geschichte

### Mittelalter und Frühe Neuzeit
Ihringshausen wurde erstmals 1043 unter dem Namen Iringeshusun urkundlich erwähnt. In dieser von König Heinrich III. unterzeichneten Urkunde ist allerdings lediglich die Rede von einem Gut, das diesen Namen trug. Ob Ihringshausen damals also bereits ein Ort war, ist nicht belegt.
Erst 1527 taucht der Name Ihringshausen im Zusammenhang mit der Reformation wieder auf. Ab 1585 durften in Ihringshausen eigene Gottesdienste abgehalten werden. Am 23. Februar 1738 wurde die bis heute genutzte Kirche in der Ortsmitte eingeweiht.

### 19. und 20. Jahrhundert
Nachdem in Hessen 1726 die allgemeine Schulpflicht eingeführt wurde und zunächst Übergangsorte für diesen Zweck genutzt wurden, wurden zwischen 1870 und 1890 die ersten Schulgebäude in Ihringshausen errichtet. 1911/1912 wurde die heutige Grundschule gebaut, die seitdem immer wieder erweitert wurde. 1920 wurde beschlossen, eine eigene gewerbliche Berufsschule zu bauen.
1902 eröffnete der Schuhmachermeister Kompenhans einen Schuhmacherbetrieb, der heute unter demselben Namen noch als Schuhgeschäft vertreten ist. Im selben Zeitraum eröffnete Heinrich Hochapfel einen Schlachterbetrieb und Peter Vockenroth einen Kolonialwarenladen. Ebenfalls 1902 übernahm Albert Eberhardt die „Neue Bahnhofswirtschaft“. 1907 eröffnete in Ihringshausen die Hahn AG, ein Tochterunternehmen der Goerz AG ein Werk auf der Eichhecke. Das Unternehmen Hahn produzierte die ersten Sicherheitstürschlösser, die Sylvester Wöhrle entwickelt hatte und 1924 zum Patent anmeldete. Im Rahmen der Firmenaufgabe wurde dieses Patent im Jahr 1927 an Zeiss-Ikon verkauft, welche diese Profilzylinder auf Grundlage der Erfindung nach wie vor herstellt. In den Hallen der Hahn AG wurden danach Segelflugzeuge gebaut.
Bis Mitte des 18. Jahrhunderts war Ihringshausen jedoch immer noch weitestgehend abgeschnitten von der Außenwelt, da nur einige Fußwege zum Dorf führten. Nicht einmal die Postkutsche fuhr regelmäßig nach Ihringshausen. Ab 1899 wurde die Zustellung über solche Postkutschen ganz eingestellt. 1914 wurde ein Postamt eingerichtet, das sich zunächst im Gebäude der Kohlenhandlung Liebehenz, später übergangsweise in einer Waschküche und dann für viele Jahre in der Veckerhagener Straße befand. Mitte des 19. Jahrhunderts wurde die Bahnstrecke Kassel-Hannover eingeweiht, die auch durch Ihringshausen führte. Nachdem nun die Eisenbahnanbindung vollzogen war, wurde Ende dieses Jahrhunderts die Veckerhagener Straße gebaut. 1912 wurde Ihringshausen an das Stromnetz angeschlossen und 1916 an eine Gasleitung.
Von etwa 1820 bis 1963 wurde auf dem Möncheberg in Ihringshausen Braunkohle abgebaut.
Nach dem Ersten Weltkrieg legte ein Einwohner Ihringshausens im dortigen Wald an einem kleinen Bach ein Miniaturdorf an. Es bestand aus mehreren kleinen Häusern, Mühlen und Burgen. Das errichtete Dörfchen fiel wieder dem Vandalismus zum Opfer, sodass die sogenannte Märchenmühle heute nur noch eine Grillstation ist.
Am 4. April 1945 kamen von Kassel aus alliierte Truppen der Amerikaner auf Ihringshausen zu, nachdem es die ganze Nacht unter Artilleriebeschuss gestanden hatte. Der damalige Bürgermeister Johannes Bickel (bereits seit 1917 in diesem Amt) empfing die Truppen und übergab Ihringshausen kampflos.

### Gebietsreform
Im Zuge der Gebietsreform in Hessen entstand am 1. Januar 1970 durch den freiwilligen Zusammenschluss der bis dahin selbständigen Gemeinden Ihringshausen, Simmershausen, Wahnhausen, Knickhagen und Wilhelmshausen die Gemeinde Fuldatal.
Dadurch wurde Ihringshausen ein Ortsteil der Großgemeinde Fuldatal. Sitz der Verwaltung wurde Ihringshausen.

### Historische Ortsnamen
Iringeshusun in Pago Hassie, (1043); Eringeshusen, (1363); Eringshausen, (1539) (Kasseler Salbuch); Ihringshausen

## Religion
- Pfarrgemeinde Hl. Kreuz (Katholische Kirche im Bistum Fulda)
- Evangelisch-reformierte Kirchengemeinde Ihringshausen im Sprengel Kassel der Evangelischen Kirche von Kurhessen-Waldeck
- Evangelische Freikirche Fuldatal, die sowohl dem Bund Evangelisch-Freikirchlicher Gemeinden als auch dem Freikirchlichen Bund der Gemeinde Gottes angehört

## Kultur

### Vereine
- Freiwillige Feuerwehr Fuldatal-Ihringshausen.
- TSV Ihringshausen: Sportverein für Handball, Fußball, Basketball, Turnen/Gymnastik, Triathlon und Tischtennis.
- DLRG-Jugend
- Landfrauenverein Ihringshausen: Frauenverband zum Organisieren diverser Veranstaltungen, gehört zum Landfrauenbezirksverein Kassel.
- Schützenverein 1911 Ihringshausen
- Freundeskreis historisches Ihringshausen: Zusammenschluss von Einwohnern Ihringshausen, um sich ihre Geschichte ins Gedächtnis zu rufen.

### Sport
Das Waldschwimmbad Ihringshausen ist ein beheiztes Freibad in unmittelbarer Nähe des Waldes.

## Verkehr
Der Bahnhof Fuldatal-Ihringshausen liegt an der Hannöverschen Südbahn.
| Linie | Verlauf | Takt   |
| ----- | --- | ------ |
| RB83  | Göttingen – Friedland (Han) – Eichenberg – Witzenhausen Nord – Gertenbach – Hedemünden – Hann Münden – Speele – Fuldatal-Ihringshausen – Vellmar-Niedervellmar – Kassel Hbf (fährt im Abschnitt Göttingen – Eichenberg mit RB87 vereinigt) Stand: Fahrplanwechsel Dezember 2021 | 60 min |

## Persönlichkeiten
- Georg Höhmann (1884–1973), Maler und Grafiker